# Kachniczko ma namilejsza
Kachniczko ma namilejsza, wiedzże, eżci wieliką boleść mam… – krótki list miłosny w języku polskim z XV wieku.
Tekst został wpisany w ostatniej ćwierci XV w. do łacińskiego rękopisu, powstałego w Krakowie. Znajduje się na kilku stronach w wolnym miejscu pod łacińskimi formułami epistolograficznymi.
Autor listu prosi ukochaną Kachniczkę, by nie zapomniała o nim, ale zapisała go sobie w sercu. Narzeka, że przeżywa udręki miłosne. Zamiast konwencjonalnego zakończenia pojawia się formuła religijno-modlitewna „Jezus N<azareus> R<ex> J<udaeorum>, Maryja, Jakob”. W prozie listu widoczne są próby rymowania (np. udręczyła/zgasiła).